# Partido Socialista de Castilla-La Mancha
El Partido Socialista de Castilla-La Mancha (PSCM-PSOE) es la federación regional castellanomanchega del Partido Socialista Obrero Español (PSOE). Fundado en 1988,su actual secretario general es, desde 2012, Emiliano García-Page, que es presidente de la Junta de Comunidades de Castilla-La Mancha desde 2015. Su organización juvenil es Juventudes Socialistas de Castilla-La Mancha.

## Historia
El Partido Socialista de Castila-La Mancha fue fundado en 1988. Desde 1983 hasta 2007 el PSCM ganó todas las elecciones autonómicas celebradas en Castilla-La Mancha por mayoría absoluta, siendo su candidato José Bono hasta 2004. Tras ser nombrado ministro de Defensa, Bono fue sustituido en plena legislatura por José María Barreda, quien consiguió revalidar la mayoría absoluta en las elecciones de 2007 pero perdió en las elecciones de 2011 ante María Dolores de Cospedal, del Partido Popular.
En 2012 fue elegido secretario general Emiliano García-Page, quien fue candidato a la presidencia autonómica en 2015. Pese a quedar segundo en las elecciones de 2015 tras el PP, una alianza entre PSCM y Podemos le permitió alcanzar la mayoría absoluta en un gobierno posteriormente compartido entre ambas formaciones. En 2019 el Partido Socialista de Castilla-La Mancha ganó las elecciones autonómicas ocho años después, por mayoría absoluta, con la ley electoral con menos diputados de España a pesar de su población.

## Líderes del PSCM-PSOE
|    | Secretario general             | Periodo         |
| -- | ------------------------------ | --------------- |
| 1. | José María Gómez Jiménez       | 1982-1983       |
| 2. | Miguel Ángel Martínez Martínez | 1983-1988       |
| 3  | José Bono                      | 1988-1990       |
| 4. | Juan Pedro Hernández Moltó     | 1990-1997       |
| 5  | José María Barreda             | 1997-2012       |
| 6. | Emiliano García-Page           | 2012-actualidad |

## Resultados en las elecciones a las Cortes de Castilla-La Mancha
| Elecciones | Candidato            | Votos   | % de votos | Escaños | Posición                                                                 |
| ---------- | -------------------- | ------- | ---------- | ------- | ------------------------------------------------------------------------ |
| 1983       | José Bono            | 416 177 | 47,01 %    | 23/44   | Gobierno mayoritario                                                     |
| 1987       | José Bono            | 435 121 | 46,79 %    | 25/47   | Gobierno mayoritario                                                     |
| 1991       | José Bono            | 489 876 | 52,69 %    | 27/47   | Gobierno mayoritario                                                     |
| 1995       | José Bono            | 483 888 | 46,18 %    | 24/47   | Gobierno mayoritario                                                     |
| 1999       | José Bono            | 561 332 | 53,42 %    | 26/47   | Gobierno mayoritario                                                     |
| 2003       | José Bono            | 634 132 | 58,61 %    | 29/47   | Gobierno mayoritario                                                     |
| 2007       | José María Barreda   | 572 849 | 52,63 %    | 26/47   | Gobierno mayoritario                                                     |
| 2011       | José María Barreda   | 509 738 | 44,14 %    | 24/49   | Oposición                                                                |
| 2015       | Emiliano García-Page | 398 104 | 36,11 %    | 15/33   | Gobierno en minoría (2015-2017) Gobierno de coalición con UP (2017-2019) |
| 2019       | Emiliano García-Page | 476 469 | 44,10 %    | 19/33   | Gobierno mayoritario                                                     |
| 2023       | Emiliano García-Page | 483 500 | 45,06 %    | 17/33   | Gobierno mayoritario                                                     |

## Resultados en las elecciones generales
| Elecciones     | Votos   | % de votos | Escaños |
| -------------- | ------- | ---------- | ------- |
| 1977           | 265 486 | 29,81 %    | 8/21    |
| 1979           | 303 558 | 34,54 %    | 8/21    |
| 1982           | 486 553 | 49,21 %    | 13/21   |
| 1986           | 457 573 | 47,79 %    | 12/20   |
| 1989           | 466 964 | 47,96 %    | 12/20   |
| 1993           | 487 810 | 45,3 %     | 10/20   |
| 1996           | 483 251 | 42,62 %    | 9/20    |
| 2000           | 438 630 | 40,78 %    | 8/20    |
| 2004           | 537 405 | 46,5 %     | 9/20    |
| 2008           | 538 402 | 44,51 %    | 9/21    |
| 2011           | 355 806 | 30,34 %    | 7/21    |
| 2015           | 331 856 | 28,36 %    | 7/21    |
| 2016           | 303 786 | 27,28 %    | 7/21    |
| Abril 2019     | 384 461 | 32,38 %    | 9/21    |
| Noviembre 2019 | 360 013 | 33,1 %     | 9/21    |
| 2023           | 389 751 | 34,14 %    | 8/21    |

## Presidencia de la comunidad

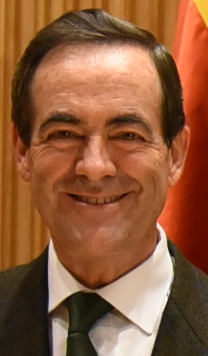
José Bono presidió la comunidad entre 1983 y 2004.

José Bono fue presidente de la región durante 21 años consecutivos, convirtiéndose en una de las máximas figuras del partido a nivel nacional. Posteriormente han presidido la región José María Barreda y Emiliano García-Page.